# عهدهای شکسته
عهدهای شکسته (انگلیسی: Broken Vows) نام یک فیلم تریلر روان‌شناختی آمریکایی است که توسط برام کوپنز در سال 2016 منتشر شد. جیمی الکساندر و وس بنتلی از بازیگران این فیلم می باشند.